# 高速電波バースト

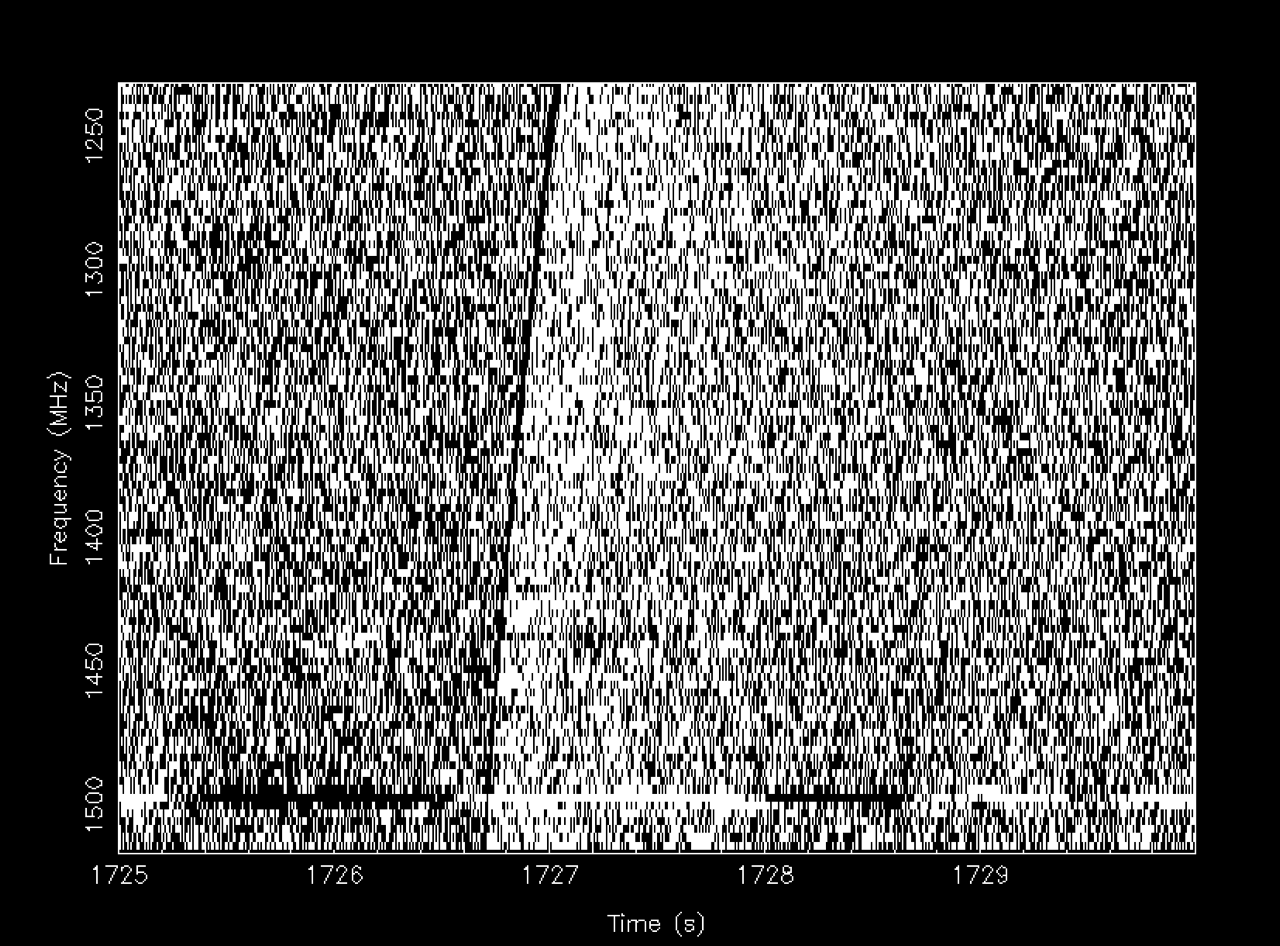
2006年に初めて検出された高速電波バースト（ロリマー・バースト）

高速電波バースト (英: fast radio burst, FRB) は、数百ナノ秒 - 数ミリ秒というごく短い時間の突発的な電波のパルスが観測される、未解明の発生機構による高エネルギー現象。2006年に、ウェストバージニア大学のダンカン・ロリマーが学生のデイビッド・ナルケヴィッチと、パルサーサーベイのアーカイブデータを調べていた際に初めて発見された。
平均的な高速電波バーストは、1038 - 1040エルグ (erg) のエネルギーをわずか数ミリ秒で放出する。これは太陽が3日間で放出するエネルギー（約1039 erg）に相当する。このように極めて高いエネルギーが放出される現象だが、数十億光年という宇宙論的な距離にある天体から放たれているため、地球に届く信号の強度は、月面に置かれた携帯電話からの電波の1000分の1にも満たないと言われる。
高速電波バーストの発生源や発生機構は、いまだに議論の的となっている。中性子星やブラックホールなどのコンパクト天体の合体や相互作用、コンパクト天体の崩壊、マグネター、活動銀河核の活動などに発生源を求めるものが主流だが、地球外知的生命体の活動の可能性も検討されている。2020年4月に天の川銀河内で発生した高速電波バーストFRB 200428の観測結果から「高速電波バーストの発生源をコンパクト天体の合体やコア崩壊型超新星から生まれたマグネターに絞り込んだ」とする研究結果が発表された。このバーストの発生源がマグネターSGR1935+2154と同定されたことから、発生源の少なくとも1つはマグネターであると考えられている。

## 特徴
高速電波バーストは、明るく点源的で広帯域の電波が、天球上の一点からごく短い時間に観測される現象である。他の電波源とは異なり、バーストからの信号はノイズフロアから際立つのに十分な強度で極めて短時間に検出される。バーストは時間の経過とともに強さが変化することなくエネルギーのスパイクとして現れ、持続時間は長くても数ミリ秒程度である。高速電波バーストは、天球上の至るところで等方的に発生しており、天の川銀河の銀河面に特に集中しているわけではない。発生頻度は、1日あたり全天で数千回から1万回程度と見積もられている。多くの高速電波バーストは1400 MHz付近の周波数で検出されてきたが、カナダブリティッシュコロンビア州にあるドミニオン電波天文台のカナダ水素強度マッピング実験 (Canadian Hydrogen Intensity Mapping Experiment：CHIME) が2018年に稼働し始めてからは、400 - 800 MHzの低い周波数でも検出されるようになった。
各バーストの周波数成分は、星間プラズマの影響を受けて伝搬速度が真空中よりも遅くなり、周波数の低いほどその遅延は大きくなる。この遅延の大きさは、分散量度 (英: dispersion measure, DM) と呼ばれる値で表され、遠方にある天体ほどその値が大きくなる。高速電波バーストの分散量度は100 パーセク毎立方センチメートル (pc/cm-3) を超えており、天の川銀河内の発生源として想定されるよりもはるかに大きく、銀河間プラズマを介した伝搬と一致している。その分布が等方的であることと合わせ、銀河系外に起源を持つものと考えられる。2020年4月に検出された高速電波バースト FRB 200428 は、十分に小さな分散量度を持っていたことから、天の川銀河内で発生した高速電波バーストを史上初めて検出したものと想定され、太陽系から3万光年ほど離れた天の川銀河内にある軟ガンマ線リピーター SGR1935+2154からのものと同定された。
ほとんどの高速電波バーストは1回きりのイベントとして検出されてきたが、反復してバーストを起こすものも検出されている。反復してバーストを起こすもののほとんどは規則性なく反復している。2020年11月の時点で、規則的な反復が検出されている唯一の高速電波バースト FRB 180916 は、16.35日ごとにパルスしていると見られている。

## 起源の仮説
バーストの持続時間が長くても数ミリ秒であることから、発生源の大きさは数百キロメートル以下であると考えられている。また、宇宙論的な距離から来たものであれば、その発生源は非常に高エネルギーでなければならない。また、観測される電波に偏光が見られることから、非常に強力な磁場の中にある発生源から放出されていると考えられている。
2020年現在、最も有力な仮説の1つは、マグネターに起源を求めるものである。最初の発見を記した e-print が公開された直後の2007年には、高速電波バーストがマグネターのハイパーフレアに関連している可能性が提唱されている。2015年にはマグネター仮説を支持する3つの研究が発表されている。2020年4月に検出されたマグネターSGR1935+2154を起源とする天の川銀河内からの最初の高速電波バーストの同定は、マグネターが高速電波バーストの発生源の1つである可能性を強く示唆するものであった。
他の有力な説の1つに、ブラックホールや中性子星といったコンパクト天体の合体によるとする説があり、ガンマ線バーストとの関連も示唆されている。また、高エネルギーの超新星がこれらのバーストの発生源である可能性がある。2013年には、高速電波バーストの発生機構を説明するものとして、角運動量を失ったパルサーが重力崩壊してブラックホールになる際に起こす現象「ブリッツァー (Blitzar)」が提唱された。2016年には、高速電波バーストの「残光」とGW150914の0.4秒後の弱いガンマ線バーストの起源を説明するためにカー・ニューマン・ブラックホールの磁気圏の崩壊が提唱された。また、もし高速電波バーストがブラックホール爆発に由来するものであれば、量子重力効果が初めて検出されたものとなるとされている。2017年初頭には、超大質量ブラックホールの近くの強い磁場がパルサーの磁気圏内の電流シートを不安定化させ、閉じ込められたエネルギーを放出して高速電波バーストにエネルギーを供給するという説が提唱された。
また、未発見の物質にその原因を求める説も挙げられている。2014年には、パルサーの暗黒物質による崩壊と、それに続くパルサー磁気圏の放出が高速電波バーストの発生源である可能性が示唆された。2015年には、高速電波バーストがアクシオン・ミニクラスターの爆発的崩壊によって引き起こされることが示唆された。宇宙弦が、初期宇宙に広がっていたプラズマと相互作用してこれらのバーストを発生させたとする説も提唱されている。
2016年にFRB121102の反復バーストが確認されて以降は、さらに新たな起源の仮説が提唱されている。活動銀河核のような環境で発生する可能性のある大規模な量子もつれ力学的状態を伴う超放射として知られるコヒーレントな放射現象が、高速電波バーストや高速電波バーストと関連した他の観測（例えば、高いイベントレート、反復性、可変強度プロファイル）を説明するために提案されてきた。2019年7月、反復しない高速電波バーストは1回限りのイベントではなく、検出されなかった反復イベントを持つリピーターである可能性があるうえ、まだ観測されていないあるいは想定されていないイベントによって高速電波バーストが引き起こされる可能性があることが報告された。
変わったところでは、系外銀河にある知的文明が使用する光帆船の動力に使われる電磁波が高速電波バーストの原因である可能性についても研究されている。この研究では、数世紀に1度程度、天の川銀河内の知的文明による高速電波バーストが観測される可能性があるとしている。

## 観測史
最初に検出された高速電波バーストである FRB 010724、通称「ロリマー・バースト」は、2001年7月24日にパークス天文台によって記録されたアーカイブデータの中からダンカン・ロリマーとデイビッド・ナルケヴィッチによって2006年に検出された。発見者の名前からロリマー・バースト (Lorimer Burst) とも呼ばれる。これ以降も、多くの高速電波バーストが過去に記録されたデータの中から発見されている。
2013年、4つの高速電波バーストが発見され、いずれも銀河系外の天体由来である可能性が示唆された。2016年には、2012年に検出された高速電波バースト FRB 121102 が不規則に反復してバーストを起こすことが確認された。FRB 121102は、約30億光年の距離にある銀河にあることが確認されている。2017年に検出された高速電波バースト FRB 171209 は、2011年に検出されたガンマ線バースト GRB 110715A と関連があるとする説が出されている。
2020年4月28日、こぎつね座の軟ガンマ線リピーター SGR1935+2154と同じ方向から、150万ジャンスキー/ミリ秒 (Jy/ms) を超えるフルエンスを持つミリ秒単位の時間スケールの高速電波バースト (FRB 200428) が検出された。前日の4月27日夜、このマグネターからのX線バーストがニール・ゲーレルス・スウィフトによって検出され、さらに数時間にわたってフェルミガンマ線宇宙望遠鏡や国際宇宙ステーションに設置された中性子星観測装置NICERにより、数回のX線バーストが検出されていた。このように高速電波バーストの他波長対応天体が観測されたのは今回が初めてである。また、この高速電波バーストの分散量度がかなり低かったことから、天の川銀河の中で発生したものと考えられた。既知の高速電波バーストに比べると、FRB 200428は本質的な明るさでは何千倍も劣っていたが、その近さから最も強力な高速電波バーストとなり、数千から数十万ジャンスキー (Jy) のピークフラックスに達し、同じ周波数ではカシオペヤ座Aやはくちょう座Aといった電波源と匹敵する明るさとなった。この高速電波バーストの観測結果から、依然としてその発生機構は未知のままではあるものの、少なくともマグネターが高速電波バーストの発生源の1つであることが確定した。